# (1348) Michel
(1348) Michel ist ein Asteroid des Hauptgürtels, der am 23. März 1933 vom belgischen Astronomen Sylvain Julien Victor Arend in Ukkel entdeckt wurde.
Der Asteroid ist nach einem älteren Sohn des Entdeckers benannt.